# Sigvard Palmaer
Sigvard (Sigge) Palmaer, född 17 mars 1923 i Kongo, död i september 2014, var en svensk missionär och lärare.

## Biografi
Sigvard Palmaer var son till missionären Georg Palmaer och Lisa Isacsson. Han avlade realexamen 1942, genomgick Konstfackskolan 1942–1944, Teologiska Seminariet 1946–1951 samt studerade i Belgien 1951–1952. 
År 1951 gifte han sig med Ingrid Maria Fagerberg (1923–2006).
Palmaer var missionär i Kongo 1953–1961.